# S/S Freja
S/S Freja var en tidigare svensk ångslup för huvudsakligen persontransporter åt Ronneby Ångslups AB på Ronnebyån med slutdestination vid Karön i Blekinge skärgård. Fartyget tillverkades vid Ljunggrens Verkstads AB i Kristianstad och levererades i juni år 1888. fartyget kom att tjänstgöra vid samma bolag och rutt fram till 1939 då det såldes. Fartygets vidare öde efter försäljningen är tyvärr inte känt.

### Digitala källor
- Riksantikvarieämbetet om S/S Blida
- Riksantikvarieämbetet om S/S Blida, S/S Freja och S/S Rottne
- Skärgårdsbåtar.se om S/S Freja